# Llista de seleccions del Campionat d'Europa de Futbol sub-21 de la UEFA 2000
Seleccions del Campionat d'Europa de Futbol sub-21 de la UEFA 2000.

## Grup A
Croàcia

 República Txeca

 Països Baixos

 Espanya

## Grup B
Anglaterra

 Eslovàquia

 Turquia

 Itàlia
Seleccionador:  Marco Tardelli
| Dorsal | Posició     | Jugador             | Data de naixement/edat | Partits | Gols | Club           |
| ------ | ----------- | ------------------- | ---------------------- | ------- | ---- | -------------- |
| 1      | Porter      | Morgan De Sanctis   |                        |         |      | Udinese        |
| 2      | Defensa     | Alessandro Grandoni |                        |         |      | Torino         |
| 3      | Defensa     | Luca Mezzano        |                        |         |      | Brescia        |
| 4      | Defensa     | Marco Zanchi        |                        |         |      | Udinese        |
| 5      | Defensa     | Matteo Ferrari      |                        |         |      | Internazionale |
| 6      | Migcampista | Gennaro Gattuso     |                        |         |      | A.C. Milan     |
| 7      | Davanter    | Gianni Comandini    |                        |         |      | Vicenza        |
| 8      | Migcampista | Roberto Baronio     |                        |         |      | Lazio          |
| 9      | Davanter    | Nicola Ventola      |                        |         |      | Internazionale |
| 10     | Migcampista | Andrea Pirlo        |                        |         |      | Internazionale |
| 11     | Migcampista | Simone Perrotta     |                        |         |      | Bari           |
| 12     | Porter      | Christian Abbiati   |                        |         |      | A.C. Milan     |
| 13     | Defensa     | Francesco Coco      |                        |         |      | A.C. Milan     |
| 14     | Defensa     | Claudio Rivalta     |                        |         |      | Perugia        |
| 15     | Defensa     | Bruno Cirillo       |                        |         |      | Reggina        |
| 16     | Migcampista | Ighli Vannucchi     |                        |         |      | Salernitana    |
| 17     | Migcampista | Cristiano Zanetti   |                        |         |      | A.S. Roma      |
| 18     | Migcampista | Fabio Firmani       |                        |         |      | Vicenza        |
| 19     | Migcampista | Marco Rossi         |                        | 6       | 0    | Salernitana    |
| 20     | Davanter    | Gionatha Spinesi    |                        |         |      | Bari           |
|        | Migcampista | Aimo Diana          |                        | 3       | 0    | Brescia        |
|        | Migcampista | Gennaro Scarlato    |                        | 6       | 1    | Torino         |
|        | Defensa     | Luca Fusco          |                        | 0       | 0    | Salernitana    |
|        | Porter      | Cristiano Lupatelli |                        | 2       | 0    | A.S. Roma      |